# Nazrin Shah
Nazrin Shah (ur. 27 listopada 1956) – sułtan Peraku (jednego ze stanów Malezji). Tron objął 29 maja 2014, po śmierci swojego ojca Azlana. 29 maja 2007 poślubił Zarę Salim Davidson (ur. 22 marca 1973). Z małżeństwa pochodzi dwójka dzieci:
- syn Raja Azlan Muzzaffar Shah (ur. 14 marca 2008)
- córka Raja Nazira Safya Shah (ur. 3 sierpnia 2011)